# Неаполитански университет „Федерико II“
Неаполитанският университет „Федерико II“ (на италиански: Università degli Studi di Napoli Federico II) е един от най-големите държавни университети в Италия и един от най-старите на света.
Основан е на 5 юни 1224 г. от императора на Свещената Римска империя и крал на Сицилия Фридрих II. Той е основната академична институция на Неапол и един от най-важните университети в Италия. Известен е с това, че е най-старият университет, основан чрез държавна разпоредба и е считан за най-стария светски и държавен университет в света. Първоначално обаче той не е публично достъпен, а е предназначен за обучението на бъдещите ръководители и водачи.
Сред неговите възпитаници са Тома Аквински, Джордано Бруно, Никола Ромео, Енрико Де Никола, Джорджо Наполитано и много други.

## История

### Основаване
Основата на Studium generalis е постановена на 5 юни (5 юли според някои източници) 1224 г. от императора на Свещената Римска империя Фридрих II и крал на Сицилия (под името „Фридрих I“) чрез циркулярно писмо (на лат. generalis lictera), изпратено от Сиракуза. Тъй като е създаден по молба на императора, Неаполитанският университет се счита за първия университет в Европа от светски характер (основан не от корпорации или от асоциации на интелектуалци или на студенти, а по силата на разпоредба на суверена).
Има две основни причини, които подтикват императора да създаде Studium: на първо място специалното обучение на административния и бюрократичния персонал на curia regis (управляващата класа на Кралство Сицилия) и следователно – подготовката на юристите, които биха помогнали на суверена при определянето на държавния ред и при изпълнение на законите; на второ място – улесняване на поданиците в тяхното културно образование, избягвайки безполезни и скъпи пътувания в чужбина.
Изборът на Неапол като негово местоположение е не само поради културни причини (градът има дълга традиция в това отношение, свързан с фигурата на Вергилий, която изрично е посочена в документ от онова време), но и поради географски и икономически причини: решаващи са морският трафик, мекият климат и стратегическото положение на града в Кралство Сицилия. За организацията на Studium-а е използвана работата на двама изтъкнати юристи от Кампания: Пиер деле Вине (Pier delle Vigne) и Тадео да Сеса (Taddeo da Sessa).

### 13 – 16 век
Първоначално образователният процес се концентрира върху правото – основно за обучението на юристите, либералните изкуства, медицината и теологията (която, в сравнение с другите предмети, се преподава в религиозни центрове и по-специално – в манастира „Сан Доменико Маджоре“, където преподава Тома Аквински от 1271 до 1274 г.).
По време на Анжуйското господство (1265 –1443 г.) структурата и организацията на университета остават непроменени. Строгите правила на Фридрих II са запазени. Завършилите университета трябва да държат изпит пред Кралска комисия. За разлика от останалите университети този в Неапол остава независим от папската власт. Карл I Анжуйски потвърждава и увеличава предходните привилегии, предоставени на университета от императорите на Свещената Римска империя.
Първите трудности възникват през 1443 г. с Арагонското господство, което води до първото закриване на университета. Той е открит повторно през 1465 г. след споразумение между крал Фернандо II Католика и папа Павел II, но е закрит отново през 1490 г. В периода 1443 –1501 г. хуманитарните науки стават основна цел на висшето образование в Неапол (дотогава приоритетни в образованието са религиозните направления).
Неаполитанският Studium отваря врати едва през 1507 г. в манастира „Сан Доменико Маджоре“ (Monastero di San Domenico Maggiore) – негово седалище през 16 век.
След появата на испанците в нач. на 16 век университетът не е затварян с изключение на кратки периоди на бунтове, глад или чума. Той обаче няма постоянно седалище и заплатите на преподавателите са сред най-ниските в Италия и в Европа. Кралският абсолютизъм и църковните страхове от разпространението на движенията за религиозна реформа водят до строг контрол върху културните институции. Папска була от 1564 г. налага клетва в католическата вяра на всички университетски лектори и завършващи университета. През 1618 г. вицекралят Осуна добавя и клетва за вярност в Непорочното зачатие.

### 17 – 18 век
През 17 век университетът преживява, подобно на другите европейски университети, дълъг период на упадък, а в Неапол започват да се появяват частни школи и църковни колежи, които постепенно изземват мястото му.
През 1612 г. дон Педро Фернандес де Кастро – 6-и граф на (Монфорте де) Лемос (Испания) и вицекрал на Неапол (1610 – 1616) възлага на архитект Джулио Чезаре Фонтана (Giulio Cesare Fontana) да реновира неизползваната кавалерийска сграда, превърната в Палацо дей Реджи Студи (Palazzo dei Regi Studi), букв. Палат на Кралския университет. Университетът остава там от 1616 до 1680 г., а към 2020 г. в сградата се помещава Националният археологически музей на Неапол.
Между 1701 и 1736 г. седалището на университета е в Манастира на Св. Доминик велики (Convento di San Domenico Maggiore), към 2020 г. седалище на Музей Дома (Museo Doma).
През 1728 г. при управлението на краля на Неапол и на Сицилия Карл III се поставя зародишът на бъдещия Аграрен факултет под формата на Висша школа в Кралския дворец в Портичи. През 1933 г. провинция Неапол закупува 65 хектара земя около двореца за Висшата аграрна школа, превърната във факултет през 1935 г.
Едва от 18 век, първо с Хабсбургите, а след това и с Бурбоните, на Неаполитанския университет е даден голям тласък от властта: именно тогава там преподава философът Джамбатиста Вико. Основните нововъведения през онези години са създаването през 1735 г. на първата Катедра по астрономия в Италия, поверена на Пиетро Ди Мартино, и на първата Катедра по механика и търговия (т.е. по Политическа икономия) в света през 1754 г., поверена на Антонио Дженовези.
През 1777 г. седалището на университета е преместено в Йезуитския голям колеж (Collegio Massimo dei Gesuiti) в Манастира на Спасителя (Convento del Salvatore) след експулсирането на религиозния орден през 1767 г. от крал Шарл III дьо Бурбон.
През втората половина на 18 век университетът се превръща в културен център на Бурбонското кралство поради наличието на много преподаватели (сред които Антонио Дженовези), напълно потопени в епохата на Просвещението. От там идва тласъкът за интелектуалното движение, вдъхновило броженията през 1799 г. и краткото съществуване на Неаполитанската (Партенопейската) република.

### 19 век
През френското десетилетие (1806 – 1815) също е налице модернизация на културната сфера. Университетът претърпява радикална промяна: разделен е на пет факултета: Литература и философия, Математика и физика, Медицина, Право и Теология. През 1806 г. с декрет на краля на Неапол Жозеф Бонапарт е създадена първата италианска Катедра по зоология, а през 1811 г. кралят на Неапол Жоашен Мюра създава Кралския зоологически музей към катедрата. Астрономическата обсерватория на Каподимонте, Ботаническата градина на Неапол и Музеите по минералогия и зоология са директно свързани с университета и се ръководят от университетски преподаватели. Ветеринарната школа, основана от крал Фердинанд IV през 1798 г., е възстановена от крал Жоашен Мюра през 1812 г. Университетът отново отваря врати за десетки учени и писатели, принудени да отидат в изгнание след революционните събития от 1799 г.
На 4 март 1811 г. в манастира Санта Мария ди Караваджо (Santa Maria di Caravaggio) на Пиаца Данте с кралски указ на Жоашен Мюра се ражда първата неаполитанска Приложна школа за мостове и пътища – бъдещ Факултет по инженерни науки. През 1863 г. тя променя името си на „Приложна школа за инженери“ и има две нови седалища, преди да се установи на пл. Текио: едно в Палат Гравина в Монтеоливето и друго – в манастира Св. Мария от Донаромита към ул. Медзоканоне.
С наредба на крал Жоашен Мюра през 1815 г. се създава и зародишът на Факултета по ветеринарна медицина – Кралският висш ветеринарен институт във францисканския манастирски комплекс „Св. Мария на ангелите при кръстовете“ (Santa Maria degli Angeli alle Croci) в зона Мираколи. Той става университетски факултет на 28 май 1938 г. при фашисткия режим.
След като на 6 март 1848 г. е създадено Министерството на общественото образование, университетът попада под негов контрол. Политическите събития от онзи период обаче водят до неговия упадък, а много от неговите студенти са доброволци във войната.
Частните школи се завръщат, превръщайки се в основа на образованието в Южна Италия от Реставрацията до Обединението на Италия. Това води до сериозни последици за Неаполитанския университет. След Обединението на Италия и след раждането на Кралство Италия през 1861 г. Ген. директор на общественото образование Франческо Де Санктис желае да превърне университета в пръв в Европа и защитава неговите особености срещу строгото уеднаквяване, наложено от Закон Казати (Regio decreto legislativo del 13 novembre 1859, n. 3725 del Regno di Sardegna, в сила от 1861 г.).
Благодарение на Законодателния декрет от 30 май 1875 г. (въведен от Руджеро Бонги, Ruggiero Bonghi) и Регламентите от 1876 г. (въведени от Микеле Копино, Michele Coppino) уставът на университета е уеднаквен с този на другите университети, което спомага за преодоляването на големите различия по отношение на други италиански структури именно поради големия брой конкуриращи се частни институти.
Въпреки че студентите в университета се увеличават, поставяйки го на трето място в Европа след университетите в Берлин и във Виена, сградите и финансирането, с които разполага той, са недостатъчни. През 1884 г. епидемията от холера изважда на бял свят проблема със седалищата му, разположени в заболелите квартали. Благодарение на инициативите за обновяване на града (Risanamento di Napoli) на 16 декември 1908 г. е открита тържествена сградата на бул. Умберто I, където университетът се намира и към 2020 г.

### 20 и 21 век
В края на 19 и нач. на 20 век престижът на Неаполитанския университет се увеличава, особено в научната област: в областта на генетиката той е пионер със създаването на първата такава катедра в Италия.
През 1920 г. чрез закон е създаден зародишът на Факултета по икономика и търговия в аула на манастира „Св. св. Маркелин и Фест“ на хълма Монтероне като част от Висшата школа училище по икономика под контрола на тогавашното Министерство на промишлеността и търговията. През 1922 г. благодарение на финансиране от правителството е закупен хотел „Хаслер“ на ул. „Киатамоне“ за негово седалище.
Университетът претърпява нови строителни и организационни затруднения както през фашисткия период, когато трябва да се съобразява с расовите закони, така и по време на Втората световна война: седалището му на бул. Умберто I е подпалено от немците на 12 септември 1943 г., а научните лаборатории и кабинети са конфискувани от Съюзниците.
След войната, след модерната еволюция на университетския модел като цяло, Неаполитанският университет става вторият по важност университет в Италия по брой студенти след Университет „Ла Сапиенца“ в Рим. Броят на студентите се увеличава от 14 398 души през 1940 – 41 г. до 26 514 души през 1951 – 52 г. Университетът се променя дълбоко, не само поради броя на студентите, но и поради социалния им произход – той окончателно губи елитарния си характер от 19 век.
През 1970-те г. университетът вече има 10 факултета, 2 поликлиники и ок. 75 хил. студенти. През 1980-те г. в него се обучават студенти от Италия, Европа, Азия и Африка, и броят им надхвърля 100 000 души. Броят на студентите продължава да е висок и след 1992 – 93 г., когато се създава втори университет в Неапол.
На 7 септември 1987 г. Неаполитанският университет приема настоящото си име Неаполитански университет „Федерико II“ (Università degli Studi di Napoli Federico II).

## Университетски постройки
Неаполитанският университет „Федерико II“ притежава обширно архитектурно наследство, резултат от придобивки през вековете:
- Сграда на Университет „Федерико II“: централно седалище (Palazzo dell'Università degli Studi di Napoli Federico II):
Централата на университета се намира на бул. Умберто I (Corso Umberto I, 40) на ъгъла с ул. Медзоканоне (Via Mezzocannone). Сградата е в необароков стил и е издигната между 1897 и 1908 г. по проект на архитектите Пиерпаоло Куалия и Джулиелмо Мелисурго по време на обновяването на града. „Ла Седе Чентрале“ (от итал. La Sede Centrale, Централното седалище), както обикновено се нарича в университетските среди, се намира близо до първоначалния университетски комплекс (който от 1777 г. е в „Дома на Спасителя“, Casa del Salvatore). Новата сграда обаче не е изолирана от комплекса зад нея, тъй като архитектите я свързват с вече съществуващите сграда чрез т. нар. „Стълбище на Минерва“ (Scalone della Minerva), което тръгва от двора на университетската сграда и завършва в йезуитския двор, преодолявайки разлика във височина от над 7 м. В централата се помещават офисите на централното ръководство на университета (Ректорат, Академичен сенат, Централна администрация и др.) и Департаментът по право.
- Комплекс „Параклиси Каняни“ – Университетска болница „Федерико II“ (Azienda Ospedaliera Universitaria Federico II):
Наречен е така, защото се намира в район Капела Каняни в квартал Рионе Алто, се простира на площ от 441 000 м² в 21 сгради на покрита площ от 57 086 м² (и обща площ от 257 118 м²). Главният вход към комплекса на университетската болница се намира на ул. Панзини (Via Pansini). Други три вторични входа могат да се използват в определени дни и часове. Мобилността в обширния комплекс се осигурява от безплатен минибус, която свързва главния вход с различните павилиони. Тук са седалищата на департаментите по клинична медицина и хирургия, по фармация, по молекулярна медицина и медицинска биотехнология, по невронауки, репродуктивни и одонтостоматологични науки, по обществено здраве, по съвременни биомедицински науки и по транслационни медицински науки.
- Комплекс „Монте Сант'Анджело“ (Complesso di Monte Sant'Angelo):
Един от най-големите комплекси на университета, открит през 1990 г. и разположен извън историческия център на града, на ул. Купа Чинтия (Strada Vicinale Cupa Cintia, 21). В него се помещават департаментите по икономика и по точни науки, и се провеждат някои от курсовете по инженерни науки

- Комплекс „Св. св. Маркелин и Фест“ (Complesso santi Marcellino e Festo):[19]
Манастирски комплекс на пл. Сан Марчелино (Largo S. Marcellino, 10), преструктуриран през 1565 г., в който се помещава Департаментът по политология
- Комплекс „Св. Мария от Донаромита“ (Complesso di santa Maria di Donnaromita):[20]
Бивш манастир от 8 век на ул. Джовани Паладино (Via Giovanni Paladino), закрит през 1808 г., в чиято сграда са се помещавали Факултетът по инженерни науки и други университетски институти

- Манастир „Св. мъченик Петър“ (Convento di San Pietro Martire):[21]
Бивш манастир от 1557 г., закрит през 1808 г., от 1961 г. седалище на Факултета по филология и философия; между ул. Порта ди Маса и ул. дели Скопетиери (tra Via Porta di Massa e Vico degli Scoppettieri)

- Палат Орсини ди Гравина (Palazzo Orsini di Gravina):[22]
Палат от 16 век на ул. Монтеоливето (via Monteoliveto 3), централно седалище на Факултета по архитектура

- Църква „Св. св. Деметрий и Бонифаций“ (Chiesa dei santi Demetrio e Bonifacio):[23]
Бивша църква от 1706 – 1725 г. на пл. Монтичели (Piazzetta Monticelli), понастоящем под управлението на Факултета по архитектура

- Палат Латила (Palazzo Latilla):[24]
Палат от ок. 1722 г. на ул. Тарсия (via Tarsia 28 e 31), закупен от университета през 1988 г., седалище на дидактически аули

- Палат на Консерваторията на Св. Дух (Palazzo del Conservatorio dello Spirito Santo):[25]
Палат от 1563 – 1569 г. на ул. Толедо (via Toledo 402), седалище на някои от департаментите на Школата по архитектура
- Дом на Спасителя, бивш Голям йезуитски колеж (Casa Salvatore, ex Colleggio Massimo dei Gesuiti):[26]
Създаден като Голям йезуитски колеж през 1544 г., е сграда на стария университет през 18-19 век. Представлява голям комплекс, в който влизат Манастирският двор на Спасителя (Chiostro del Salvatore), Монументалният манастирски двор (Chiostro Monumentale), известен като Двор на статуите (Cortile delle Statue) и Базиликата на Иисус стари или на Непорочното зачатие на Дон Плачидо (Basilica del Gesù Vecchio/ dell’Immacolata di Don Placido). Седалище на Университетска библиотека, Катедрата по римско право и на някои университетски аули. Намира се на улиците Медзоканоне, Джузепе Орилия и Джовани Паладино (Via Mezzocannone, Vico Giuseppe Orilia e Via Giovanni Paladino).

- Сграда на бившата Политехника (Edificio ex politecnico)
- Палат де Лаурентис (Palazzo de Laurentiis):[27]
Палат от XIX век на ул Марко Пакувио (Via Marco Pacuvio), седалище на Факултета по социология
- Комплекс на Св. Мария на ангелите при кръстовете (Complesso di santa Maria degli Angeli alle Croci):
Бивш францискански манастир от 16 век, седалище на Факултета по ветеринарна медицина

- Комплекс на Св. Антоний на монахините при Порт'Алба (Complesso di Sant'Antonio delle Monache a Port'Alba):
Бивш манастир от 1564 г., сегашната му сграда е от 18 век, седалище на Библиотеката на Факултета по филология и философия
- Палат на Факултета по икономика и търговия (Palazzo della Facoltà di economia e commercio):
Сграда от 1937 г. на ул. Партенопе (via Partenope), бивше седалище на Факултета по икономика и търговия

- Палат Пекораро-Албани (Palazzo Pecoraro-Albani):
Познат като Порта ди Маса, намира се на едноименната улица (via Porta di Massa, n. 32), в него се помещават някои аули на Факултета по право
- Сграда на ул. Марина (Edificio via Marina 33):
Ново седалище на Департамента по право
- Палат на Факултета по инженерни науки (Palazzo della Facoltà d'Ingegneria), т. нар. Политехника (Politecnico):
Голям комплекс в квартал Фуоригрота (Fuorigrotta) близо до пл. Текио (piazzale Tecchio) от кр. на 1960-те – нач. на 1970-те г.
- Комплекс на Факултета по инженерни науки на ул. Клаудио (Complesso della facoltà di ingegneria, via Claudio):
От кр. на 1960-те – нач. на 1970-те г., седалище на различни катедри и лаборатории.

- Комплекс на Факултета по инженерни науки на ул. Нуова Аняно (Complesso della facoltà di ingegneria, Nuova Agnano):
Комплекс от 2001 г.
- Комплекс „Сан Джовани а Тедучо“ (Polo universitario di San Giovanni a Teduccio):[28]
Голям комплекс от 2015 г. в квартал Сан Джовани а Тедучо, седалище на Школата по политехника и фундаментални науки

- Ботаническа градина (Orto botanico) и Кралски дворец на Портичи (Reggia di Portici):
Създадена през 1872 г. заедно с Кралската школа по селско стопанство, тя се простира върху съществуващите градини на парка на кралския бароков палат в Портичи, построен през 1738 – 1742 г. по поръчение на краля на Неапол и на Сицилия Карл III; на ул. Университà 100 (via Università 100), под ръководството на Школата по аграрни науки
- Университетска поликлиника „Федерико II“ или Нова / Втора поликлиника:
Разположена в хълмистата зона на града, в т. нар. „Болнична зона“.[29]
- Научни музеи
Подредбата на музеите на минералогията, зоологията, антропологията и палеонтологията, събрани от 1992 г. в „Музеен център за природни науки“, няма собствена архитектурна автономия, нито органично решение, което да не е в строга хармония с факултетите или катедрите, към които пряко принадлежат. Първите три музея се намират в Йезуитския голям колеж (Collegio Massimo dei Gesuiti), седалището на университета от 1777 г., а 4-тият в някои перфектно реставрирани зали на древния манастир на Св.св. Маркелин и Фест (Santi Marcellino e Festo), университетско седалище от 1907 г.[30]

## Структура

### Преподаватели и студенти
Към 2018 г. университетът разполага с:
- 2043 преподаватели на постоянен трудов договор
- 377 преподаватели на временен трудов договор
- 496 изследователи на временен трудов договор
- 287 носители на стипендии за научни изследвания
- 2286 души персонал.[31]

За учебната 2017/2018 г. има 74 732 записани студенти, от които 475 чуждестранни студенти.

### Школи и департаменти
Университет „Федерико II“ е съставен от школи (факултети), към които принадлежат няколко департамента въз основа на критериите за културен, дидактически, научен и дисциплинарен афинитет. Школите координират общите дидактически дейности между своите департаменти с цел рационалното управление на образователната оферта и защита на качеството на преподаване.
Към 2020 г. той предлага 78 бакалавърски курсове (lauree triennali), 67 магистърски курсове (lauree magistrali) и 9 5-годишни курсове (lauree magistrali a ciclo unico), множество възможности за следдипломна квалификация (master di I e di II livello) и докторантски програми.
Университетът има 4 школи (факултета) и 26 департамента:
1. Школа по медицина и хирургия (Scuola di Medicina e Chirurgia)
  1. Департамент по фармация (Dipartimento di Farmacia)
  2. Департамент по клинична медицина и хирургия (Dipartimento di Medicina Clinica e Chirurgia)
  3. Департамент по молекулярна медицина и медицински биотехнологии (Dipartimento di Medicina Molecolare e Biotecnologie Mediche)
  4. Департамент по невронауки, репродуктивни науки и одонтостоматология (Dipartimento di Neuroscienze e Scienze Riproduttive ed Odontostomatologiche)
  5. Департамент по обществено здраве (Dipartimento di Sanità Pubblica)
  6. Департамент по съвременни биомедицински науки (Dipartimento di Scienze Biomediche Avanzate)
  7. Департамент по траслационни медицински науки (Dipartimento di Scienze Mediche Traslazionali)
2. Школа по аграрни науки и ветеринарна медицина (Scuola di Agraria e Medicina Veterinaria)
  1. Департамент по аграрни науки (Dipartimento di Agraria)
  2. Департамент по ветеринарна медицина и животновъдство (Dipartimento di Medicina Veterinaria e Produzioni Animali)
3. Школа по хуманитарни и социални науки (Scuola delle Scienze Umani e Sociali)
  1. Департамент по икономика, мениджмънт и институции (Dipartimento di Economia, Management, Istituzioni)
  2. Департамент по право (Dipartimento di Giurisprudenza)
  3. Департамент по икономика и статистика (Dipartimento di Scienze Economiche e Statistiche)
  4. Департамент по социални науки (Dipartimento di Scienze Sociali)
  5. Департамент по политология (Dipartimento di Scienze Politiche)
  6. Департамент по хуманитарни науки (Dipartimento di Studi Umanistici)
4. Школа политехникум и по фундаментални науки (Scuola Politecnica e delle Scienze di Base)
  1. Департамент по архитектура (Dipartimento di Architettura)
  2. Департамент по биология (Dipartimento di Biologia)
  3. Департамент по физика (Dipartimento di Fisica)
  4. Департамент по инженерна химия, материали и индустриално производство (Dipartimento di Ingegneria Chimica, dei Materiali e della Produzione Industriale)
  5. Департамент по строително, строително и екологично инженерство (Dipartimento di Ingegneria Civile, Edile e Ambientale)
  6. Департамент по електротехника и информационни технологии (Dipartimento di Ingegneria Elettrica e delle Tecnologie dell'Informazione)
  7. Департамент по индустриално инженерство (Dipartimento di Ingegneria Industriale)
  8. Департамент по математика и приложна математика (Dipartimento di Matematica e Applicazioni)
  9. Департамент по химични науки (Dipartimento di Scienze Chimiche)
  10. Департамент по науки за земята, околната среда и ресурсите (Dipartimento di Scienze della Terra, dell'Ambiente e delle Risorse)
  11. Департамент по инженерно и архитектурно структуриране (Dipartimento di Strutture per l'Ingegneria e l'Architettura)

#### Висша школа на Южна Италия
Висшата школа на Южна Италия Архив на оригинала от 2020-07-27 в Wayback Machine. (Scuola Superiore Meridionale) е международна школа за висше образование и изследователска дейност на университета.
Достъпът до нея е чрез публичен подбор на базата на талант и заслуги. Всяка година се предлагат 60 места за младежи под 21 г. Образователната оферта е в две насоки: допълнителни курсове за студентите, записани в университета, и докторантски курсове. Към 2020 г. предлаганите области са следните:
- Археология и култури на древното Средиземноморие. Исторически изследвания, опазване, използване на наследството
- Глобална история и управление
- Текстове, традиции и култури на книгата. Италиански изследвания и романи
- Космология, космическа наука и космически технологии
- Математически и физически науки за съвременни материали и технологии
- Моделиране и инженерни рискове и сложност
- Геномна и експериментална медицина.

### Eлектронно обучение
От 2009 г. университетът активира платформата за електронно обучение Федерика (Federica), създадена, за да направи академичните знания достъпни в мрежата, предлагаща безплатно учебни материали на отделните учебни курсове и структурирано ръководство за ориентация из огромното налично наследство на мрежата. Учебният материал, освен че е достъпен на сайта, се предлага и в подкаст формат, т.е. използваем чрез мултимедийни плейъри от последно поколение, за да може да се консултира и прочете по всяко време и място.

### Библиотеки
Библиотечната система на университета включва 12 библиотеки на различни зони, центрове и департименти. Те са разположени из целия град и в околните райони. Библиотечното наследство възлиза на над 2 млн. тома и ок. 3500 абонамента за периодични издания. За да се управлява всичко това, през 2009 г. е създаден Университетски библиотечен център „Роберто Петорино“, който координира университетската библиотечна система. Той предоставя услуги като закупуване на книги и достъп до електронни ресурси, управление и разработване на онлайн каталози за библиографските ресурси на университета, управление и развитие на институционалния архив, подкрепа за университетските библиотеки, подкрепа за научната общност за достъп до библиографски ресурси.

### Центрове
- Междудепартаментални изследователски центрове: университетът взима голямо участие в изследователска дейност и разполага с 23 такива центрове в областта на медицината, историята, околната среда, правото, градоустройството, иновациите и др.
- Междудепартаментални центрове за услуги: 1 център – за ветеринарна радиология.
- Университетски центрове за услуги: 11 различни центрове в различни сфери.
- Междууниверситетски изследователски центрове: 17 центрове.[37]

### Музеи
- Музеен център за природни и физически науки (Centro musei delle scienze naturali e fisiche): Музейният център е създаден през 1992 г. Той обединява съществуващите музеи по минералогия, зоология, антропология, палеонтология и от 2002 г. – по физика. Центърът заема площ от около 4000 м² вътре в историческия Колеж на Спасителя (Collegio del Salvatore) и съхранява над 150 000 находки от цял свят. Музеите на Центъра активно работят за общността, насърчавайки изложби, конференции, семинари и дейности, насочени към училищата, като екскурзоводско обслужване, ателиета и екскурзии.
- Музеен център „Музеи на селскостопанските науки“: Музейният център, който се намира в Кралския дворец на Портичи, е основан през 2011 г. и включва: Ботаническата градина на Портичи, Ботаническия музей „Орацио Комес“, Ентомологичния музей „Филипо Силвести“, Минералогичния музей „Антонио Параскандола“, Музея на селскостопанската техника „Карло Сантини“, Анатомо-зоотехническият музей „Тито Манлио Бетини“ и Библиотеката на Историческия музей. Наследството на Центъра се състои от находки, инструменти и научни книги (най-старите от които датират от 16 век) – свидетелство за историята на селскостопанските науки и технологии в Южна Италия и на проучвания в чужди земи, и представяне на еволюция на научната мисъл.
- Музей на ветеринарната анатомия (Museo di anatomia veterinaria): Настоящият музей е създаден през 2000 г. в крилото на манастира Св. Мария на ангелите при кръстовете (Santa Maria degli Angeli alle Croci), тогавашно седалище на Факултета по ветеринарна медицина. Въпреки това през 1861 г. е създаден примитивен музей с колекция от анатомични восъчни препарарирания, няколко скелета и отделни кости като помощен материал за преподаване на ветеринарна анатомия. Музейната колекция включва вътрешности, скелети, препарирани животни, препарирани патологични находки (както на сухо, така и във формалин), принадлежащи към Средиземноморския географски район.

## Класации
QS World University Rankings за 2021 г. класира Неаполитанския университет „Федерико II“ на 392-ро място (заедно с миланския Università Vita-Salute San Raffaele) от 1003 университета в света. От 36-те класирани италиански университета той е на 8-о място.

## Възпитаници

### Родени през 13 – 18 век
- Тома Аквински (Tomasso di Aquino, * 25 януари 1225 † 7 март 1274) – итал. философ, теолог, преподавател в Университет „Федерико II“, доминикански монах, светец на Католическата църква
- Джулио Язолино (Giulio Iasolino, * 1538, † 1622) – итал. анатом и хидролог, автор на 1-вия трактат по медицинска хидрология.

- Филипо Бруно, известен като Джордано Бруно (Filippo Bruno, noto con il nome di Giordano Bruno, * 1548, † 17 февруари 1600) – итал. философ, писател, астроном и доминикански монах, пръв отстоява идеята за безкрайността на Вселената
- Пиетро Наполи Синьорели (Pietro Napoli Signorelli, * 28 септември 1731, † 1 април 1815) – итал. есеист, историограф и писател
- Феранте де Джемис (Ferrante de Gemmis, * 14 април 1732, † 21 април 1803) – итал. философ и интелектуалец
- Доменико Мария Леоне Чирило (Domenico Maria Leone Cirillo, * 10 април 1739, † 29 октомври 1799) – итал. лекар, ентомолог и ботаник, патриот и привърженик на Партенопейската република (1799)
- Джузепе Мария Галанти (Giuseppe Maria Galanti, * 25 ноември 1743, † 6 октомври 1806) – итал. икономист, историк, политик, издател и пътешественик, представител на Неаполитанското просвещение.
- Джоакино де Джемис (Gioacchino de Gemmis, * 4 октомври 1746, † 12 декември 1822) – итал. католически епископ.
- Гаетано Филанджери (Gaetano Filangieri, * 22 август 1753, † 21 юли 1788) – итал. юрист и философ на Кралство Неапол, един от най-големите италиански мислители и юристи на 18 век.
- Винченцо Галиани (Vincenzo Galiani, * 22 март 1770, † 18 октомври 1794) – итал. патриот и революционер.
- Джовани Д'Андреа (маркиз) (Marchese Giovanni D'Andrea, * 29 април 1776 † 31 март 1841) – итал. икономист и политик, министър на Кралство на двете Сицилии.
- Микеле Теноре (Michele Tenore, * 5 май 1780, † 19 юли 1861) – итал. ботаник и университетски преподавател.
- Базилио Пуоти (Basilio Puoti, * 27 юли 1782, † 19 юли 1847) – итал. граматик, лексигограф и лит. критик.
- Джовани Гусоне (Giovanni Gussone, * 8 февруари 1787, † 14 януари 1866) – итал. ботаник

### Родени през 19 век
- Андреас Пападопулос Вретос (Andréas Papadópoulos Bretós (o Vretós), на гръцки Ανδρέας Παπαδόπουλος Βρετός, * 1800, † 1876) – гръцки писател и библиограф
- Луиджи Палмиери (Luigi Palmieri, * 21 април 1807, † 9 септември 1896) – итал. физик и политик, сенатор на Кралство Италия
- Микеле Де Наполи (Michele De Napoli, * 25 април 1808, † 24 март 1892) – итал. художник и политик
- Рафаеле Пирия (Raffaele Piria, * 20 август 1814, † 18 юли 1865) – итал. химик
- Паскуале Станислао Манчини (граф, 8-и маркиз на Фузиняно) (Pasquale Stanislao Mancini, conte, 8º marchese di Fusignano, * 17 март 1817, † 26 декември 1888) – итал. адвокат, юрист, политик и универитетски преподавател
- Дженаро Чели (Gennaro Celli, * 26 януари 1829, † 17 януари 1895) – итал. съдия, автор на т. нар. Regolamento Celli, убит от анархист.
- Рафаеле Лученте (Raffaele Lucente, * 25 април 1831, † 24 ноември 1890) – итал. лекар и политик, депутат на Кралство Италия и 3 пъти кмет на Кротоне
- Джузепе Де Блазиис (Giuseppe De Blasiis, * 5 април 1832, † 29 април 1914) – итал. историк и патриот
- Тулио Мартело (Tullio Martello, * 13 март 1841, † 10 февруари 1918) – итал. икономист и университетски преподавател, участник в Експедицията на Хилядата на Джузепе Гарибалди
- Паскуале Дел Джудиче (Pasquale Del Giudice, * 14 февруари 1842, † 20 април 1924) – итал. юрист, универитетски преподавател и политик
- Джузепе Юнг (Giuseppe Jung, * 16 март 1845, † 5 януари 1926) – итал. математик
- Леонардо Бианки (Leonardo Bianchi, * 5 април 1848, † 13 февруари 1927) – итал. невролог, психиатър, политик и професор, измежду първите изследователи на функциите на фронталните лобове
- Филаделфо Фикера (Filadelfo Fichera, * 1850, † 1909) – итал. инженер и архитект
- Николò Анджело д'Алфонсо (Nicolò Angelo Raffaele d'Alfonso, * 17 август 1853, † 29 ноември 1933) – итал. философ, педагог, лекар, писател и доцент, автор на множество публикации за персонажите в трагедиите на Шекспир.
- Гаетано Аранджо-Руиз (Gaetano Arangio-Ruiz, * 18 април 1857, † 30 юли 1936) – итал. юрист на Кралство Италия, специалист по Конституционно право
- Рикардо Скулко (Riccardo Sculco, * 1858, † 1931) – итал. лекар и политик
- Гулиелмо Империали ди Франкавила (маркиз) (marchese Guglielmo Imperiali di Francavilla, * 19 авуст 1858, † 20 януари 1944) – итал. дипломат, политик и посланик.
- Винченцо Симончели (Vincenzo Simoncelli, * 22 юли 1860, † 9 септември 1917) – итал. юрист, политик, университетски преподавател, филантроп.
- Милеке Скерило (Michele Scherillo, * 26 септември 1860, † 8 септември 1930) – итал. литературен критик, университетски преподавател и политик, сенатор на Кралство Италия
- Карло Дженаро Франческо Турано (Carlo Gennaro Francesco Turano, * 1 януари 1864, † 23 февруари 1926) – итал. адвокат и политик, многократен кмет на Кротоне, насочва вниманието към проблемите на Южна Италия (икон. изостаналост и др.)
- Бенедето Кроче (Benedetto Croce, * 25 февруари 1866, † 20 ноември 1952) – итал. философ, историк, политик, лит. критик и писател, идеолог на италианския либерализъм на 20 век и представител на неоидеализма
- Томазо Малерба (Tommaso Malerba, * 1866, † 1962) – итал. архитект, инженер и университетски преподавател
- Винченцо Диамаре (Vincenzo Diamare, * 3 април 1871, † 20 януари 1966) – итал. учен в областта на анатомията, физиологията и зоологията

- Никола Ромео (Nicola Romeo, * 28 април 1876, † 15 август 1938) – итал. инженер и предприемач, сенатор на Кралство Италия, собственик на Anonima Lombarda Fabbrica Automobili (ALFA), бъдеща Alfa Romeo.
- Алфредо Гарджуло (Alfredo Gargiulo, * 2 май 1876, † 11 май 1949) – итал. литературен критик, писател, преводач и библиотекар
- Алберто Бенедуче (Alberto Beneduce, * 26 октомври 1877, † 26 юли 1944) – итал. политик, икономист, мениджър и професор, ръководител на важни държавни компании
- Оторино Помилио (Ottorino Pomilio, * 8 октомври 1887, † 3 януари 1957) – итал. аеродинамичен инженер и предприемач, основател през 1916 – 17 г. на компанията Fabbrica Aeroplani Ing. O. Pomilio в сферата на военната аеродинамика
- Енрико Де Никола (Enrico De Nicola, * 9 ноември 1877, † 1 ноември 1959) – итал. адвокат и политик, 1-ви президент на Република Италия (1948)
- Винченцо Адзолини (Vincenzo Azzolini, * 5 декември 1881, † 2 август 1967) – итал. икономист, управител на Banca d'Italia (1931 –1944)
- Анджело Абисо (Angelo Abisso, * 17 януари 1883, † 7 март 1950) – итал. адвокат, съдия, политик, депутат и сенатор на Кралство Италия
- Андреа Дела Корте (Andrea Della Corte, * 5 април 1883, † 12 март 1968) – итал. музиколог и музикален критик
- Енрико Алтавила (Enrico Altavilla, * 27 януари 1883, † 5 февруари 1968) – итал. юрист, родоначалник на италианската юридическа психология, участник в работата на Националния съвет (Consulta Nazionale)
- Джорджо Мортара (Giorgio Mortara, * 4 април 1885, † 30 март 1967) – итал. икономист, статистик и универитетски преподавател
- Джовани Ди Гулиелмо (Giovanni Di Guglielmo, * 22 септември 1886, † 19 февруари 1961) – итал. хематолог, патолог и университетски преподавател
- Алфредо Лучани (Alfredo Luciani, * 5 ноември 1887, † 13 юни 1969) – итал. поет и учител
- Еторе Ло Гато (Ettore Lo Gatto, * 20 май 1890, † 16 март 1983) – итал. преводач, славист и лит. критик, университетски преподавател.
- Алфредо Дзадзо (Alfredo Zazo, * 24 февруари 1888, † 10 януари 1987) – итал. адвокат, географ и доцент
- Елпидио Йенко (Elpidio Jenco, * 9 февруари 1892, † 30 март 1959) – итал. поет и учител
- Микеле Гуеризи (Michele Guerrisi, * 23 февруари 1893, † 29 април 1963) – итал. скулптор
- Луиджи Емануеле Винченцо Джантурко (Luigi Gianturco, nome completo Luigi Emanuele Vincenzo, * 6 март 1894 † 1972) – итал. адвокат и политик, депутат на Кралство Италия (1939 – 1943)
- Едоардо Орабона (Edoardo Orabona, * 14 октомври 1897, † 17 октомври 1973) – итал. инженер, политик и университетски преподавател
- Рафаеле Кантарела (Raffaele Cantarella, * 25 април 1898, † 6 май 1977) – итал. грецист, класически филолог, историк на литературата, преводач и професор
- Габриеле Пепе (Gabriele Pepe, * 4 декември 1899, † 15 септември 1971) – итал. историк и университетски професор.

### Родени през първата половина на 20 век
- Лоренцо Джусо (Lorenzo Giusso, * 25 юни 1900 † 11 април 1957) – итал. философ.
- Силвио Гава (Silvio Gava, * 25 април 1901 † 23 декември 1999) – итал. синдакалист, политик и министър на Република Италия
- Никола Абаняно (Nicola Abbagnano, * 15 юли 1901 † 9 септември 1990) – итал. философ, историк на философията и професор
- Луиджи Калифано (Luigi Califano, * 12 октомври 1901 † 14 януари 1976) – итал. биолог и професор
- Олга Елия (Olga Elia, * 20 април 1902 † 3 юни 1977) – итал. археоложка, ръкодителка в Мин. на културното наследство.
- Гуериера Гуериери (Guerriera Guerrieri, * 26 септември 1902 † 1 ноември 1980) – итал. библиотекарка и преподавателка
- Франческо Мария Джерардо Вито (Francesco Maria Gerardo Vito, * 21 октомври 1902 † 6 април 1968) – итал. икономист и унив. преподавател
- Валтер Матури (Walter Maturi, * 15 ноември 1902 † 21 март 1961) – итал. историк, философ и унив, преподавател
- Ренато Качаполи (Renato Caccioppoli, * 20 януари 1904 † 8 май 1959) – итал. математик и професор със силно влияние върху математическия анализ в Италия
- Стефания Фило Специале (Stefania Filo Speziale, * 1905 † 1988) – итал. архитектка, една от 1-вите жени с висше образование по архитектура (1932), университетска преподавателка
- Луиджи Козенца (Luigi Cosenza, * 31 юли 1905 † 3 април 1984) – итал. инженер, архитект и урбанист
- Мария Карбоне Росини (Maria Carbone Rossini, * 15 юни 1908 † 28 декември 2002) – итал. певица сопран
- Ернесто де Мартино (Ernesto de Martino, * 1 декември 1908 † 9 май 1965) – итал. антрополог, историк на религиите и философ
- Джовани Леоне (Giovanni Leone, * 3 ноември 1908 † 9 ноември 2001) – 6-и президент на Република Италия (1971 – 1978)
- Алфонсо Гато (Alfonso Gatto, * 17 юли 1909 † 8 март 1976) – итал. поет, писател, лит. критик, худ. критик, художник и преподавател.
- Федерико Кафиеро (Federico Cafiero, * 24 май 1914 † 7 май 1980) – итал. математик
- Джан Доменико Пизапия (Gian Domenico Pisapia, * 22 февруари 1915 † 25 февруари 1995) – итал. адвокат, юрист и унив. преподавател
- Пиеро Сенси (Piero Sensi, * 26 авуст 1920 † 8 август 2013) – итал. химик, модифицирал антиибиотика рифампицин
- Джузепе Патрони Грифи (Giuseppe Patroni Griffi, * 27 февруари 1921 † 15 декември 2005) – итал. режисьор, драматург, сценарист, писател и худ. директор
- Рафаеле Ла Каприя (Raffaele La Capria, * 3 октомври 1922) – итал. писател, сценарист и преводач, автор на романа „Смъртоносно ранен" (Ferito a morte) (1961) – лауреат на престижната литетатурна награда „Стрега“
- Джорджо Наполитано (Giorgio Napolitano * 29 юни 1925) – 11-и президент на Република Италия (15 май 2006 – 14 януари 2015).
- Фабрицио де Миранда (Fabrizio de Miranda, * 30 октомври 1926 † 21 януари 2015) – итал. инженер, проектант на мостове и структури, и университетски професор
- Антонио Гарция (Antonio Garzya, * 22 януари 1927 † 6 март 2012) – итал. класически и византийски филолог, професор в Университет „Федерико II“
- Джерардо Марота (Gerardo Marotta, * 26 април 1927 † 25 януари 2017) – итал. адвокат и философ
- Алмерико Реалфронцо (Almerico Realfonzo, * 25 февруари 1927 † 12 ноември 2019) – итал. унив. професор, инженер и партизанин
- Диего Наполитани (Diego Napolitani, * 4 май 1927 † 9 юли 2013) – итал. психиатър и психоаналитик
- Федерико Сордило (Federico Sordillo, * 30 януари 1927 † 7 февруари 2004) – итал. адвокат, спортен президент
- Лучано Де Крешенцо (Luciano De Crescenzo, * 18 август 1928 † 18 юли 2019) – итал. писател, режисьор, актьор и тв водещ.
- Францо Гранде Стивънс (Franzo Grande Stevens, * 13 септември 1928) – итал. адвокат, почетен председател на ФК Ювентус.
- Атило Микелуци, с псевдоним Игор Арзбайеф (Attilio Micheluzzi, con lo pseudonimo di Igor Arzbajeff, * 11 август 1930 † 20 септември 1990) – итал. комиксов писател, важен представител на италианския комикс
- Винченцо Паризи (Vincenzo Parisi, * 30 октомври 1930 † 30 декември 1994) – итал. префект, полицейски началник (1987 – 1994–.
- Джерардо Д'Амброзио (Gerardo D'Ambrosio, * 29 ноември 1930 † 30 март 2014) – итал. съдия и политик, действащо лице на операция „Чисти ръце“.
- Франческо Амиранте (Francesco Amirante, * 16 април 1933) – итал. съдия, председател на Конституционния съд (25 февруари 2009 – 7 декември 2010)
- Аугусто Гуидо Грациани (Augusto Guido Graziani, * 4 май 1933 Неапол † 5 януари 2014 пак там) – итал. икономист и политик.
- Марио Маренко (Mario Marenco, * 9 септември 1933 † 17 март 2019) – итал. комик, актьор, тв автор, архитект и дизайнер.
- Пиеро Антонио Тома (Piero Antonio Toma, * 20 март 1935) – итал. журналист, писател и издател
- Паоло Мадалена (Paolo Maddalena, * 27 март 1936) – итал. юрист, магистрат, конституционен съдия
- Фердинандо Импозимато (Ferdinando Imposimato, * 9 април 1936 † 2 януари 2018) – итал. съдия, политик и адвокат, почетен председател на Върховния касационен съд
- Фулвио Теситоре (Fulvio Tessitore, * 10 май 1937) – итал. философ, историк и политик
- Ренцо Арборе, род. Лоренцо Джовани Арборе (Renzo Arbore, all'anagrafe Lorenzo Giovanni Arbore, * 24 юни 1937 Фоджа) – итал. певец и автор на песни, диджей, радиоводещ, кларинетист, шоуман, телевизионе автор, сценарист, режисьор и актьор
- Франческо Де Лоренцо (Francesco De Lorenzo, * 5 юни 1938) – итал. биохимик, политик и университетски преподавател, депутат и министър, свързван с реформата на Здравната система на Италия
- Паскуале Скуитиери (Pasquale Squitieri, * 27 ноември 1938 † 18 февруари 2017) – итал. режисьор, сценарист и политик
- Нино Русо (Nino Russo, * 14 април 1939) – итал. режисьор, драматург и сценарист
- Ермано Корси (Ermanno Corsi, * 8 август 1939) – итал. журналист и писател
- Акиле Бонито Олива (Achille Bonito Oliva, * 4 ноември 1939) – итал. художествен критик, есеист и университетски преподавател
- Емилио Дел Джудиче (Emilio Del Giudice, * 1 януари 1940 † 31 януари 2014) – итал. физик и автор на научна литература
- Мимо Лигуоро (Mimmo Liguoro, * 16 юли 1941) – итал. журналист, главен редактор и водещ на новините по Rai 2 (1982 –1995) и по Раи3 (1995 – 2006)
- Емилио Алесандрини (Emilio Alessandrini, * 30 август 1942 † 29 януари 1979) – итал. съдия, убит по време на Оловните години от терористическата група Prima Linea
- Клаудио Матоне (Claudio Mattone, * 28 февруари 1943) – итал. композитор, издадетл и текстописец
- Раймондо Паскуино (Raimondo Pasquino, * 26 август 1943) – итал. политик и унив. преподавател, ректор на Университета в Салерно (2001 – 2013)
- Франко Ортолани (Franco Ortolani, * 29 август 1943 † 22 ноември 2019) – итал. политик, сенатор на Движение „5 звезди“
- Франческо Барбагало (Francesco Barbagallo, * 1945) – итал. историк и университетски преподавател, директор на Департамента по исторически науки на университета
- Джанфранко Ламберти (Gianfranco Lamberti, * 25 януари 1947 † 1 март 2018) – итал. политик, кмет на Ливорно (1992 – 2004)
- Еудженио Бенато (Eugenio Bennato, * 16 март 1948) – итал. музикант, певец и автор на песни
- Аниело Чимитиле (Aniello Cimitile, * 3 януари 1948) – итал. политик и университетски преподавател, бивш президент на Провинция Беневенто
- Фулвио Ираче (Fulvio Irace, * 12 май 1950) – итал. архитект, историк на архитектурата и университетски преподавател
- Паоло Изота (Paolo Isotta, * 18 октомври 1950) – итал. музикален критик, музиколог и писател
- Антонио Манганели (Antonio Manganelli, * 8 декември 1950 † 20 март 2013) – итал. полицай, префект, началник на полицията (25 юни 2007 – 20 март 2013).

### Родени през втората половина на 20 век
- Лучо д'Алесандро (Lucio d'Alessandro, * 4 април 1951) – итал. социолог и университетски преподавател
- Федерико Кафиеро де Рао (Federico Cafiero de Raho, * 18 февруари 1952) – итал. съдия, от ноември 2017 г. национален прокурор против мафията
- Марио Морконе (Mario Morcone, * 27 октомври 1952) – итал. политик, извънреден комисар на Рим (2008)
- Лучана Ламорджезе (Luciana Lamorgese, * 11 септември 1953) – итал. ръководителка, префект, политик, Министърка на вътр. работи (от 5 септември 2019)
- Андреа Грациози (Andrea Graziosi, * 19 януари 1954) – итал. историк и университетски преподавател
- Франческо Мария Лукреци (Francesco Maria Lucrezi, * 12 декември 1954) – итал. унив. преподавател, историк и художник.
- Депса, псевдоним на Салваторе Де Паскуале (Depsa, pseudonimo di Salvatore De Pasquale, * 28 юли 1954 Портичи) – итал. композитор и телевизионен автор
- Габриела Амброзио (Gabriella Ambrosio, * ноември 1954) – итал. писателка, журналистка и рекламистка
- Сандро Никола Д'Алесандро (Sandro Nicola D'Alessandro,  * 14 февруари 1956) – итал. политик и лекар
- Винченцо Салеме (Vincenzo Salemme, * 24 юли 1957) – итал. актьор, комедиограф, комик, режисьор и сценарист
- Донато Тома (Donato Toma, * 4 декември 1957) – итал. политик и унив. преподавател, президент на регион Молизе (от 8 май 2018).
- Енцо Декаро, род. Винченцо Пуркаро Декаро (Enzo Decaro, all'anagrafe Vincenzo Purcaro Decaro, * 24 март 1958) – итал. актьор, сценарист и кабаретист, представител на новата неаполитанска хумористична линия
- Джузепе Ферандино (Giuseppe Ferrandino, * 24 януари 1958) – итал. писател и писател на комикси
- Джузепе Деана, нар. още Пепе/Пепино Диана (Giuseppe Diana, chiamato anche Peppe Diana o Peppino Diana, * 4 юли 1958 † 19 март 1994) – итал. свещеник, учител, активист и скаут, убит от Камората
- Серджо Коста (Sergio Costa, * 22 април 1959) – итал. военен и политик, от 1 юни 2018 Министър на околната среда и опазването на територията
- Джанкарло Сиани (Giancarlo Siani, * 19 септември 1959 † 23 септември 1985) – итал. журналист, убит от Камората
- Рафаеле Сабато (Raffaele Sabato, * 1 октомври 1960) – итал. съдия, съдия в Европейския съд по правата на човека от 5 май 2019 г.
- Има Баталя, род. Имаколата Баталя (Imma Battaglia, all'anagrafe Immacolata Battaglia, * 28 март 1960) – итал. активистка и политик, лидерка на движението ЛГБТ в Италия
- Гаетано Манфреди (Gaetano Manfredi, * 4 януари 1964) – итал. инженер, унив. преподавател и политик, Министър на образованието, университетите и изследванията (от 10 януари 2020)
- Луиджи Губитози (Luigi Gubitosi, * 22 май 1961) – итал. мениджър, ген. директор на Rai (17 юли 2012 – 6 август 2015), извънреден управител на Алиталия (2 май 2017 – 20 ноември 2018), в управит. съвет на Телеком (от 7 май 2018)
- Дженаро Санджулиано (Gennaro Sangiuliano, * 6 юни 1962) – итал. журналист, директор на новините по Rai 2 (от 31 октомври 2018).
- Вито Де Филипо (Vito De Filippo, * 27 август 1963) – итал. политик, президент на регион Базиликата (2005 – 2013), държавен секретар по здравеопазването в правителството на Ренци (28 февруари 2014 – 12 декември 2016) и на образованието, университетите и изследвания в правителството на Джентилони (29 декември 2016 – 1 юни 2018)
- Фаусто Пепе (Fausto Pepe, * 19 април 1963) – итал. инженер и политик, кмет на Беневенто (30 май 2006 – 20 юни 2016).
- Рафаеле Кантоне (Raffaele Cantone, * 24 ноември 1963) – итал. съдия, есеист и университетски преподавател, председател на Националната служба по борба с корупцията (27 март 2014 – 23 октомври 2019), държавен прокурор в Перуджа (от 17 юни 2020).
- Джузепе Гамбале (Giuseppe Gambale, * 6 април 1964) – итал. политик и кардиолог, депутат
- Едуардо Тарталя (Eduardo Tartaglia, * 11 юни 1964) – итал. актьор, драматург, режисьор, сценарист и худ. директор
- Диего Лама (Diego Lama, * 4 декември 1964) – итал. писател и архитект
- Стефано Инчерти (Stefano Incerti, * 25 юли 1965) – итал. режисьор и сценарист
- Иван Скалфарото (Ivan Scalfarotto, * 16 август 1965) – итал. ЛГБТ активист и политик, държ. секретар в Мин. на външните работи (от 16 септември 2019)
- Валтер Лавитола (Valter Lavitola, * 16 юни 1966) – итал. предприемач и журналист
- Луиджи де Маджистрис (Luigi de Magistris, * 20 юни 1967) – бивш итал. политик и съдия, кмет на Неапол (от 1 юни 2011) и президент на Метрополен град Неапол (от 1 януари 2015).
- Фердинандо Скала (Ferdinando Scala, * 24 май 1969) – итал. биолог и военен историк
- Андреа Джулиачи (Andrea Giuliacci, * 19 март 1971) – итал. метеоролог и климатолог
- Джузепе Де Кристофаро, нар. Пепе (Giuseppe De Cristofaro detto Peppe, * 26 юни 1971) – итал. политик от левицата, бивш държавен секретар на мин. Лучия Адзолина в Министерството на образованието (от 10 януари 2020 г.) и на мин. Гаетано Манфреди в Министерството на обарзованието, университетите и научните изследвания (от 9 август 2020 г.)
- Мег, псевдоним на Мария Ди Дона (Meg, pseudonimo di Maria Di Donna, * 20 септември 1972) – итал. певица и авторка на песни, музикална продуцентка
- Алесандро Прециози (Alessandro Preziosi, * 19 април 1973) – италиански актьор
- Карла Руоко (Carla Ruocco, * 28 юли 1973) – итал. политик и депутатка
- Валерия Парела (Valeria Parrella, * 20 януари 1974) – итал. писателка, драматург и журналистка
- Джампаоло Морели (Giampaolo Morelli, * 25 ноември 1974) – итал. актьор, сценарист, тв водещ и режисьор
- Емилиано Фитипалди (Emiliano Fittipaldi, * 13 ноември 1974) – итал. журналист
- Лука Пармитано (Luca Parmitano, * 27 септември 1976) – итал. военен и астронавт, 1-ви италианец с извънкорабна дейност в открития Космос (9 юли 2013) и начело на Международната космическа станция по време на Expedition 61
- Саманта Кристофорети (Samantha Cristoforetti, * 26 април 1977) – итал. астронавтка, авиаторка и инженер
- Киара Валерио (Chiara Valerio, * 3 март 1978) – итал. писателка, преводачка, худ. директорка и радиоводеща.

- Роберто Савиано (Roberto Saviano, * 22 септември 1979) – итал. писател, журналист и сценарист, автор на „Гомор“
- Виола Гарофало (Viola Carofalo, * 30 юни 1980) – итал. Политик и есеистка, национална говорителка на Potere al Popolo!